# 余永华
余永华（1957年—），广东梅县人，汉族，中华人民共和国政治人物、全国人民代表大会海南地区代表。
加入中国共产党。担任海南省万宁市兴隆华侨农场橡胶第四分公司党总支书记，经理。2008年起担任全国人大代表。2013年，担任全国人大代表。